# 5月25日號航空母艦
5月25日號航空母艦的前身為英國皇家海軍於二次大戰時的巨像級航空母艦可敬號，1948年賣給荷蘭後進行現代化改造，包括增設蒸汽彈射器和斜向甲板，1968年因為火災而要維修，之後賣給阿根廷，1969年成為阿根廷海軍的5月25日號航空母艦，從而取代阿根廷於1958年向英國購買的獨立號航空母艦（也同樣是巨像級航空母艦，原名戰士號）。

## 基本資料
- 全長:211.3米
- 艦闊:24.4米
- 吃水:7.5米
- 基本排水量:15,892噸
- 滿載排水量:19,896噸
- 動力:2部總馬力40,000匹馬力蒸汽煱爐
- 最快航速:25節
- 武裝:9座40毫米口徑防空高射機炮
- 乘員:約1,500人
- 艦載機:18架艦載戰鬥機+4架直昇機

## 歷史

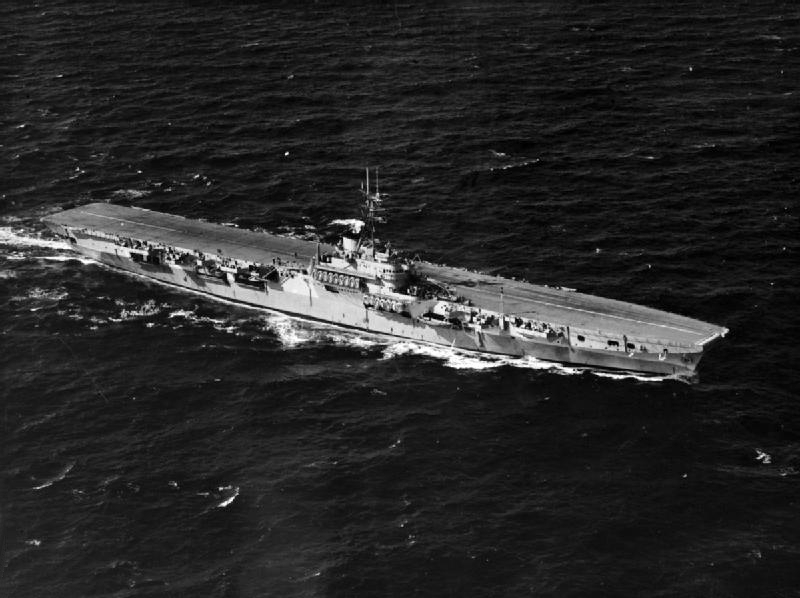
可敬號在英國海軍服役期間，其艦體結構還保持在二戰時期的水準

### 英國皇家海軍時期
可敬號是英國皇家海軍在其1942型輕艦隊航空母艦中計劃建造的輕型艦隊航空母艦，是巨像級航空母艦的四號艦。1942年開工建造，1943年下水，1945年服役。但後來因為二戰的結束導致該航母迅速被英國封存。
英國在戰後因為有大量剩餘軍艦無法使用而計劃將其大規模出售，而可敬號在1948年被荷蘭皇家海軍購入。

### 荷蘭皇家海軍時期

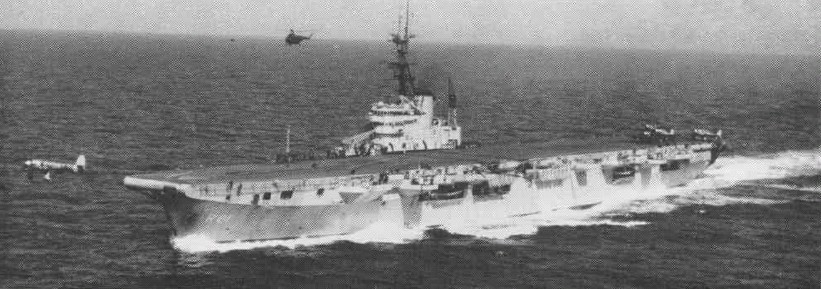
荷蘭海軍購入可敬號初期，一架英製“螢火蟲”式艦載機（英語：Fairey Firefly.）從航母上起飛。圖中可見該航母尚未進行現代化改裝，無論是艦載機和雷達還保持在二戰後期的狀態

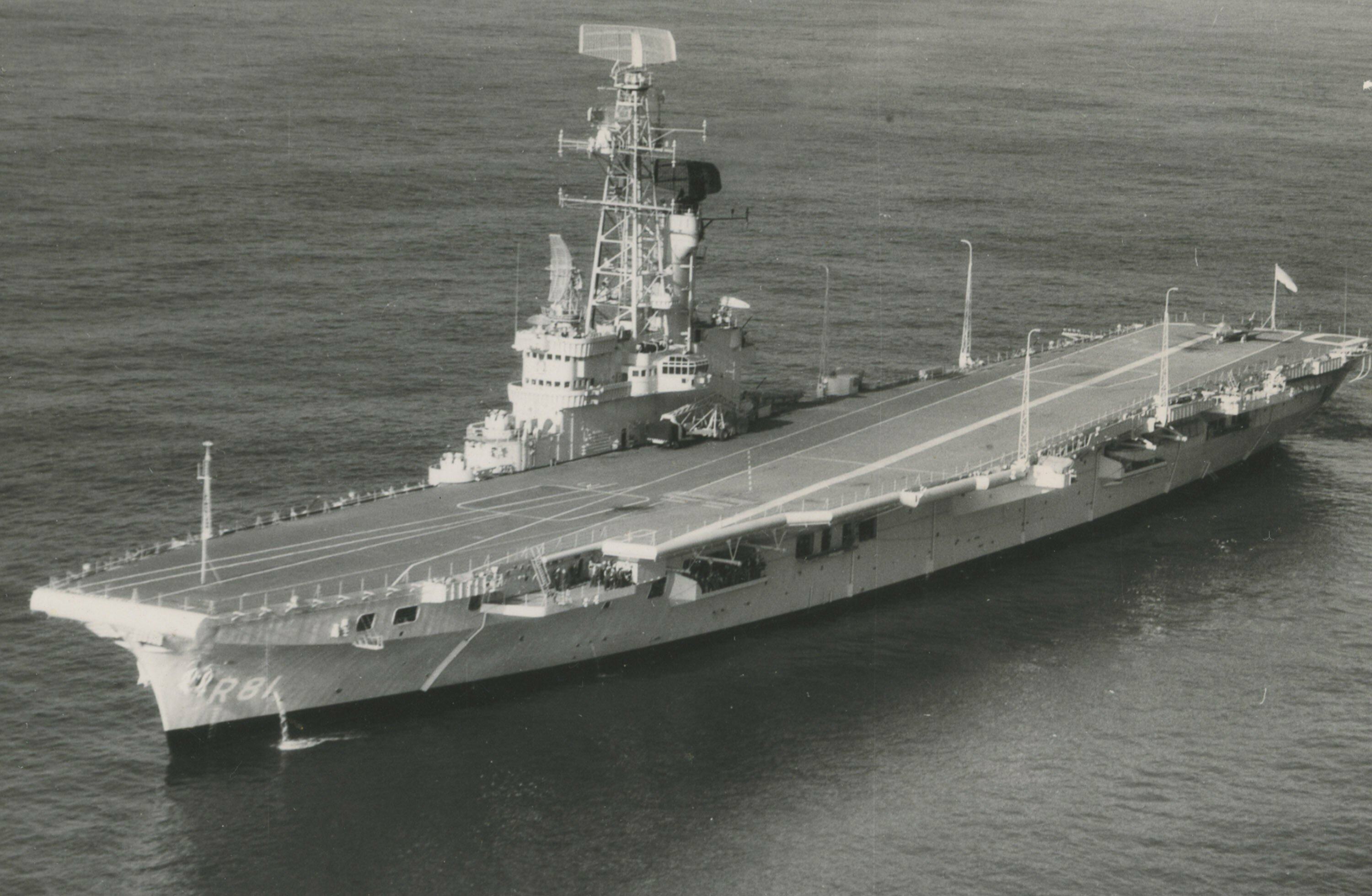
1958年，經過現代化改裝后的“卡尔·杜尔曼”號，該航母已經擁有了斜角飛行甲板、蒸汽彈射器和新型艦載雷達系統。

荷蘭購入該航母后更名為“卡尔·杜尔曼”號。該艦最初為全通甲板樣式，並未進行現代化改裝。1955年到1958年，荷蘭將該航母拖至威爾頓的費耶諾德船廠進行了大規模現代化改裝，拆除舊式高射砲，加裝8度斜角甲板，新升降機，新攔阻索，菲涅爾助降透鏡和1部推力更大的彈射器，艦島結構也經歷了重新設計，佈置了與“德·魯伊特”級防空巡洋艦類似的細長煙囪。煙囪前方是一座新的三腳桅，頂端安裝有荷蘭信號公司開發的LW01對空搜索雷達和DA01目標指示雷達，煙囪之後則設置有VI01測高雷達。經過此次改裝，“杜尔曼”號可以攜帶1個中隊掛AIM-9響尾蛇飛彈的英製海鷹式轟炸機和1個中隊TBM-3S / W「復仇者」活塞式攻擊機，戰鬥力有了明顯提升;其更大的上層建築和前主桅更類似巡洋艦，與其他國家海軍中的“巨像”級在外觀上存在明顯不同，也讓該航母從老舊的英式二戰航母一躍成為一艘排水量兩萬噸；擁有新型彈射器并可搭載噴氣式戰鬥機的航空母艦。

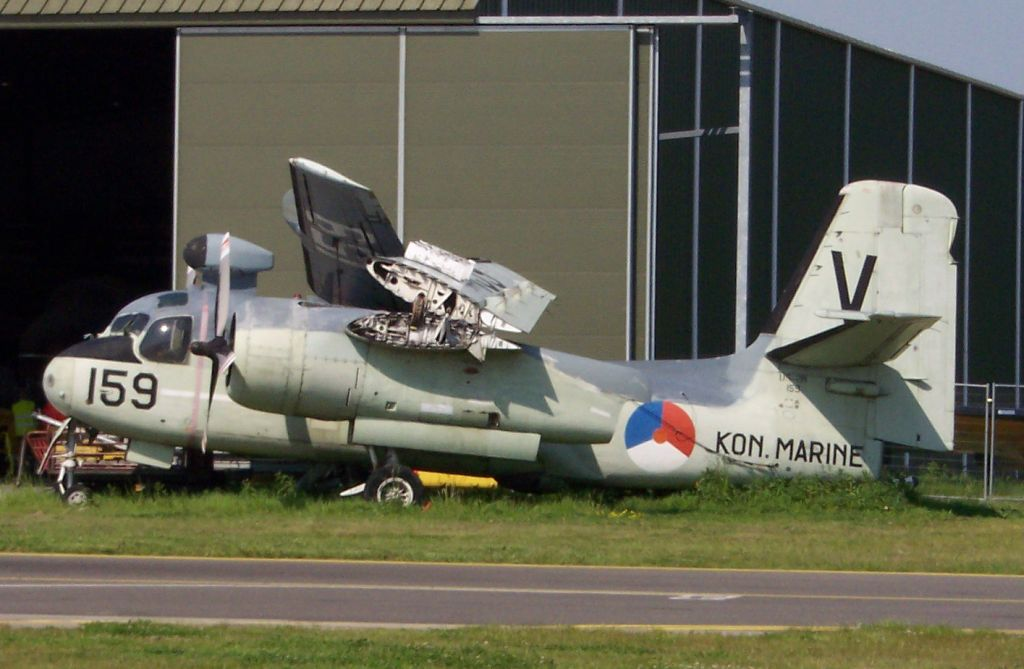
荷蘭海軍服役時期，該航母的主力反潛機為S-2搜索者巡邏機

1960年，曾經是荷蘭王國殖民地的印度尼西亞企圖吞併荷屬新幾內亞島西部（今印尼巴布亞和西巴布亞省），“杜尔曼”號奉命率2艘驅逐艦前往南太平洋進行砲艦外交。印尼空軍得到“杜尔曼”號已經抵達澳大利亞弗里曼特爾港，即將駛往新幾內亞的消息後，一度準備了6架掛有AS-1“狗窩”空艦導彈的蘇製圖-16KS-1型轟炸機，準備對該艦發動空中突襲。後來經過聯合國調停，危機以雙方互相讓步而告終。1964年年以後，因為已經沒有太多海外利益需要維護，荷蘭海軍改變了戰略指導，主要在北約框架內執行反潛和巡邏任務;“杜尔曼”號也卸下噴氣式戰鬥機，改為搭載8架S-2搜索者巡邏機和6架海蝙蝠直升機，作為反潛指揮艦使用。值得一提的是，根據北大西洋公約組織的核共享政策，“杜尔曼”號在必要時將部署戰術核武器。該艦的“S-2搜索者”可掛帶美國生產的B-57型核深水炸彈（彈頭1萬噸當量），彈體和核裝藥平時儲存在英國，由美國軍方監管，戰時航母須首先駛往英國，將核深彈運上艦方可使用。後來該艦在一次火災中停止了運作，并提前從荷蘭海軍中退役。

### 阿根廷海軍時期

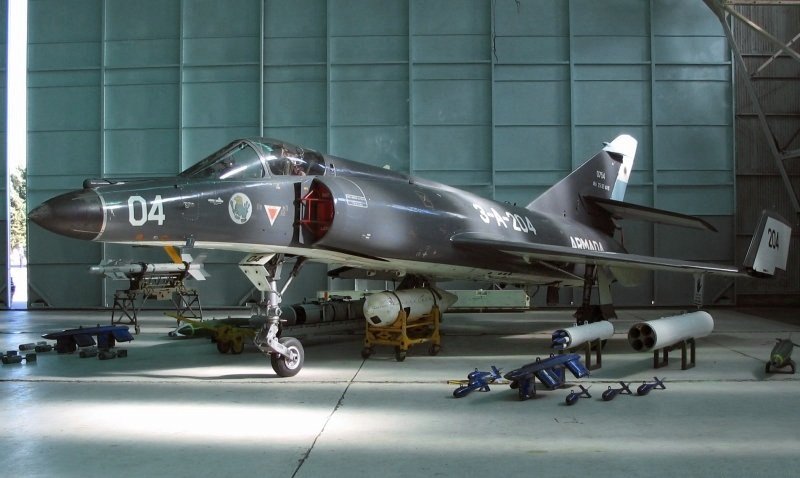
5月25日號航空母艦的法製超級軍旗攻擊機

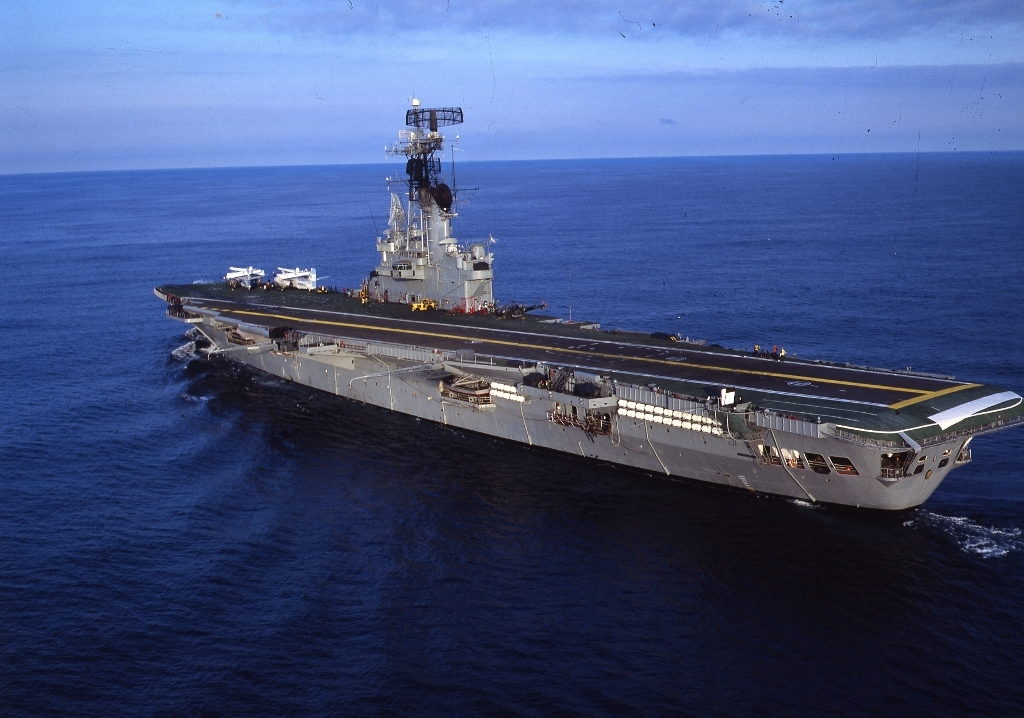
1978年的“五月二十五日”號，艦首可見2架機翼收折的S-2搜索者巡邏機

阿根廷海軍在1968年10月15日從荷蘭手裡購買了卡尔·杜尔曼號，并更名為五月二十五日號，用以替換老舊的獨立號航空母艦（同樣是巨像級的七號艦勇士號）。其艦載機也更用美製A-4天鷹式攻擊機以取代日益老化的美製格鲁曼F9F/F-9美洲狮戰鬥機。阿根廷最終向美國採購了十六架A-4Q天鷹式攻擊機，其中五架進行了升級改造後可發射AIM-9響尾蛇飛彈。同時阿根廷也從美国購買了6架二手“S-2搜索者E型”巡邏機和“海蝙蝠”直升機。
1979年，因為阿根廷軍政府所主持的骯髒戰爭導致美國拒絕向阿根廷銷售A-4天鷹的零件以及更先進的艦載機，也導致阿根廷轉而向法國採購可攜帶導彈的超級軍旗攻擊機。後來阿根廷向英國採購了海王直升機以替代嚴重老化的“海蝙蝠”直升機。在70年代至福克蘭群島戰爭之前，五月二十五日號航母編隊讓阿根廷成為南美相對最完善的反潛和反艦海軍編隊，讓巴西海軍望塵莫及。
1982年，5月25日號連同大力神號及聖三一號驅逐艦組成的艦隊，參與了福克蘭群島戰爭，當時艦上有美製A-4天鷹式攻擊機和法製超級軍旗攻擊機，5月2日，英國艦隊進入了5月25日號艦上的A-4攻擊範圍，但當時在5月25日號所在位置無風吹，即使5月25日號加速至最快25節航速但仍不足以把滿載彈藥的A-4彈射昇空，這樣白白放過了英國艦隊，但當日阿根廷海軍的貝爾格拉諾將軍號巡洋艦被英國核潛艇征服者號擊沉。阿根廷高層考慮到“五月二十五日”號的反潛能力和水下防護同樣不堪一擊，阿根廷海軍決定將該艦撤回本土，不再出海。艦上8架“天鷹”和那5架全新的“超軍旗”則被部署到大火地島的里奧格蘭德機場，從陸上起飛對英國艦隊進行突襲。5月21日，3架由航母飛行員駕駛的“天鷹”用500磅炸彈炸沉了英國護衛艦“熱心”號，自身也損失2架。“超軍旗”則用僅有的5枚“飛魚”先後擊沉了英軍的“謝菲爾德”號驅逐艦和“大西洋運送者”號大型滾裝貨輪，直至5月底全部導彈耗盡。這可以算是“五月二十五日”號的編外戰果。
1983年，結束征戰的“五月二十五日”號終於迎來了遲到的現代化改裝，換裝上新型作戰指揮系統，戰鬥數據鏈和進場控制雷達，不僅可以全程指揮“超軍旗”執行遠程對海攻擊任務，還能充當從德國購買的MEKO 360型護衛艦的指揮艦。但這艘出動率一向頗高的功勳艦彷彿是在某一瞬間突然走向了衰老：1986年6月，該艦的兩組帕森斯式蒸汽輪機相繼發生故障，喪失了航行能力。阿根廷海軍在1988年一度计划对该舰进行一次“大换血”式的改装，包括对动力、电力、管理系统、飞行甲板和舰岛的改装；计划用燃气轮机代替蒸汽轮机、弹射器改用最新的美制蒸汽弹射器、斜角飞行甲板得到延长以及更换舰载武器等。后来邀請意大利芬坎蒂尼公司的專家對“五月二十五日”號進行考察，研究為該艦換裝柴油主機或柴燃聯合動力（CODAG）推進系統的可能性，但意方坦言：40多年前設計的艦內區劃已經很難變更，老化的船體鋼板和飛行甲板最多也只能繼續使用10年。1991年10月，阿根廷海軍最終宣布：將在4年後停用“五月二十五日”號。
1993年，5月25日號退役並在1999年被拖往印度拆毀

## 轶闻
中国大陆部分媒体相信在1982年的马岛战争中击沉英国特混舰队谢菲尔德号的超级军旗攻击机是隶属于该艘航母，军事专家张召忠也曾说五月二十五日号航母唯一的功绩就是利用超级军旗击沉了谢菲尔德号。但实际上在马岛战争期间，阿根廷海军才刚刚接手超级军旗攻击机，并未在航母上起降，当时五月二十五日号航母上只搭载A-4天鹰式攻击机。而超级军旗真正在五月二十五日号航母上服役时已经是马岛战争结束后的1983年了。
中國《科学时报》在2010年撰文稱阿根廷海軍在80年代末私自出售該航母進行拆解工作，實際上五月二十五日號航母服役至90年代初，直到21世紀時才被出售拆毀。
阿根廷海軍曾一度希望購買嚴重老化但仍可以使用的巴西海軍米勒斯吉拿斯號航空母艦作為五月二十五日號航母的接替者，但後來因為資金問題而放棄。值得注意的是阿根廷在拆毀五月二十五日號航母前曾將其雷達系統和彈射器全部取走并賣給巴西，成為米勒斯吉拿斯號的改進設施。有人認為阿根廷雖然已無法購買航母但依舊在巴西海軍的航母上進行訓練，似乎是認為未來還有航母可供自己使用。

## 外部連結
- 福克蘭戰爭中的空中力量（页面存档备份，存于）
- 上空的鷹（页面存档备份，存于）

## 註腳
1. 1 2 3  网易. . news.163.com. 2017-03-09  [2017-07-20]. （原始内容存档于2017-06-12）.
2. ↑  李大光. . 《科学时报》. 2010-03-03  [2017-07-06]. （原始内容存档于2019-02-15）.